# Impero tedesco
Impero tedesco, Impero germanico o Secondo Reich (Zweites Reich), con la designazione ufficiale di Deutsches Reich (pur noto retrospettivamente come Deutsches Kaiserreich) sono le denominazioni con cui ci si riferisce comunemente allo Stato monarchico che governò i territori della Germania nel periodo che va dal conseguimento dell'unificazione tedesca il 18 gennaio 1871 fino all'abdicazione del Kaiser Guglielmo II il 9 novembre 1918.
Il nome ufficiale dello Stato rimase anche durante il periodo della Repubblica di Weimar e sino alla fine della seconda guerra mondiale. La capitale era Berlino, la valuta il Goldmark, l'inno imperiale Heil dir im Siegerkranz e l'inno nazionale non ufficiale Die Wacht am Rhein. La bandiera era un tricolore composto di tre bande orizzontali di eguali dimensioni, di colore nero, bianco e rosso. La famiglia imperiale regnante fu quella prussiana degli Hohenzollern.
Dopo il 1850, i vari Stati che componevano l'Impero tedesco si svilupparono rapidamente e accrebbero notevolmente la propria produzione industriale, soprattutto per quanto riguarda carbone, ferro (e successivamente acciaio) e prodotti chimici, sviluppando, altresì, una vasta rete ferroviaria. Nel 1871 la Germania aveva una popolazione di 41 milioni di abitanti, saliti a 68 nel 1913, concentrati principalmente nei centri urbani. Durante i suoi quarantasette anni di esistenza, l'Impero tedesco fu senza ombra di dubbio un gigante economico, industriale, tecnologico e scientifico, tanto che nel 1913 era la più grande economia d'Europa (avendo superato per prodotto interno lordo anche il Regno Unito) e la terza a livello mondiale (dopo Stati Uniti e Cina), producendo ben l'8,8% della ricchezza del pianeta; inoltre, anche a livello manifatturiero era la più grande potenza industriale d'Europa e disponeva dell'esercito più potente del mondo.

## Storia

### L'unificazione tedesca, la nascita e le conseguenze
Dopo l'unificazione tedesca e la proclamazione dell'Impero tedesco, il nuovo Stato europeo adottó la realpolitik autoritaria del cancelliere prussiano Otto von Bismarck, che ne fu il primo capo di governo. Questi, al fine di raggiungere il suo scopo, riuscì nel suo intento attraverso tre successi militari principali:
1. In primo luogo, si alleò con l'Impero austriaco allo scopo di sconfiggere la Danimarca nella seconda guerra dello Schleswig combattuta durante il 1864, acquisendo in questo modo lo Schleswig-Holstein.
2. Nel 1866, in concerto con l'Italia, attaccò e sconfisse l'Austria nella guerra austro-prussiana, che culminò nella battaglia di Sadowa; questa vittoria nello stesso anno gli permise di escludere l'antico rivale austriaco quando formò la Confederazione della Germania del Nord, il diretto precursore dell'Impero del 1871, con gli Stati che avevano appoggiato la Prussia nel conflitto.
3. Infine, sconfisse la Francia nella guerra franco-prussiana (1870-1871); la Confederazione venne trasformata in Impero con l'incoronazione del re prussiano Guglielmo I come imperatore tedesco, al palazzo di Versailles, per somma umiliazione dei francesi.

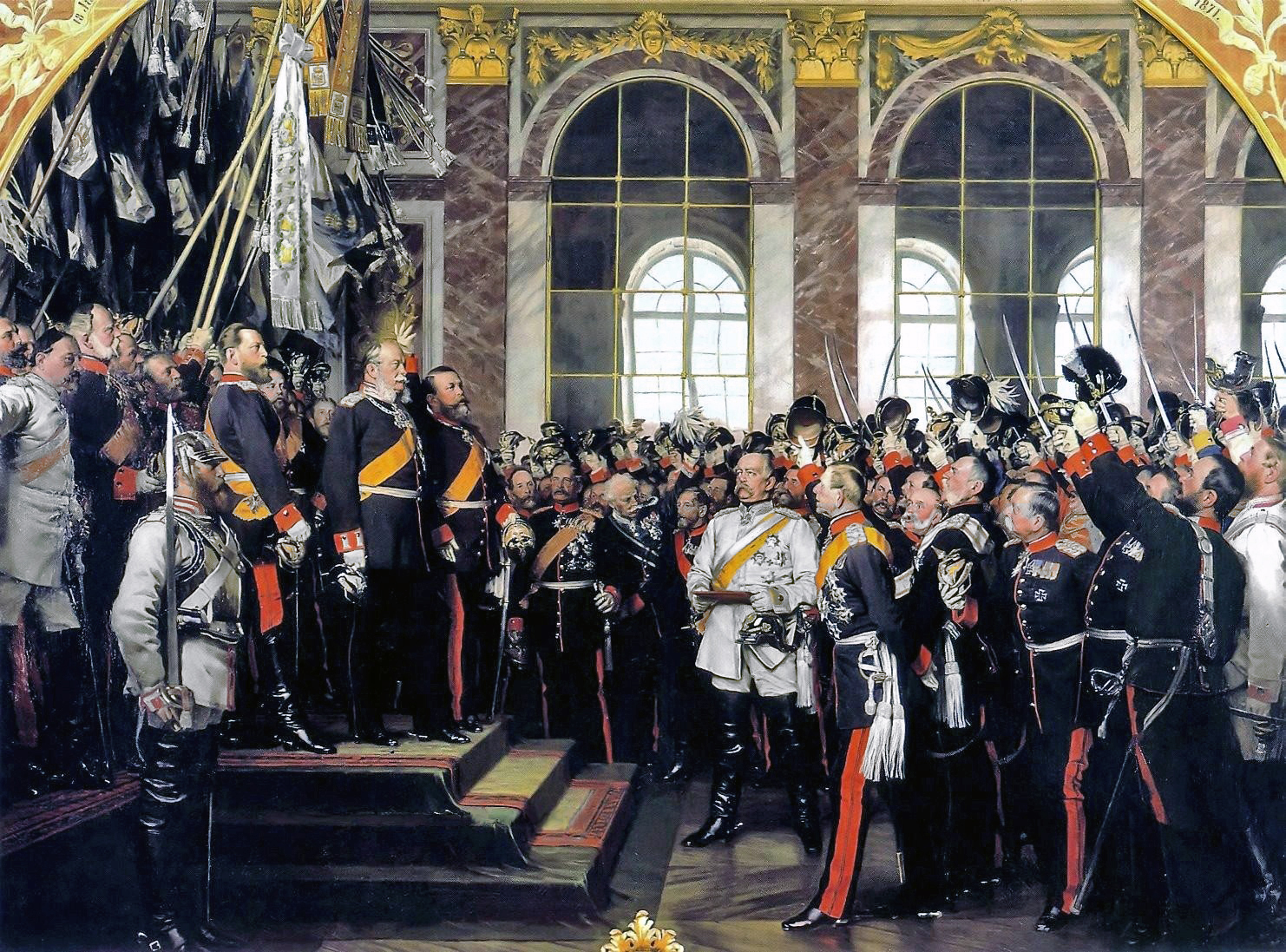
La proclamazione dell'Impero tedesco nella Reggia di Versailles. Bismarck è raffigurato con la divisa bianca al centro del dipinto.

Bismarck stesso preparò a grandi linee la Costituzione della Germania del Nord del 1866, che sarebbe poi diventata, con qualche aggiustamento, la Costituzione dell'Impero tedesco del 1871. La Germania divenne quindi una monarchia costituzionale: disponeva infatti di un Reichstag, un parlamento con poteri formalmente limitati, ma de facto con pieni poteri legislativi, eletto direttamente con suffragio maschile. Comunque, la legislazione richiedeva anche il consenso del Bundesrat, il consiglio federale dei deputati degli Stati, nel quale la Prussia godeva, essendo il più grande e popoloso fra gli Stati tedeschi, di grande influenza grazie al maggior numero di delegati. Il potere esecutivo era investito dall'imperatore, il Kaiser, che nominava il cancelliere imperiale; ciò avveniva formalmente solo per volontà dell'imperatore, ma, poiché il cancelliere non godeva di alcun potere di legiferare, a differenza dei suoi colleghi stranieri, egli era fortemente dipendente dalla Dieta. Mentre gli Stati minori mantenevano i propri governi, le forze armate erano controllate del governo federale. Anche se autoritario per molti aspetti, l'Impero permise lo sviluppo dei partiti politici.
L'unificazione della Germania significò anche l'assorbimento dell'intero Regno di Prussia in essa. La Prussia rimase la componente più rilevante nell'Impero, tanto che il Kaiser di Germania era anche Re di Prussia. Le tre nuove province: Prussia Orientale, Prussia Occidentale e provincia di Posen, che prima erano al di fuori della Confederazione germanica, vennero incorporate nel futuro Stato tedesco. Un'altra provincia, la Slesia, era stata parte del Sacro Romano Impero assieme alla Boemia fino allo scioglimento di quest'ultimo. Comunque, queste province avevano una nutrita popolazione polacca; l'annessione di queste pose la Germania in conflitto coi polacchi. Siccome la popolazione polacca cresceva più rapidamente e l'Ostflucht fece emigrare i tedeschi dall'est verso la Germania occidentale, le province orientali divennero gradualmente sempre più a maggioranza polacca.
L'unico fattore dell'anatomia sociale di questi governi era il mantenimento di una sostanziale fetta di potere politico da parte dell'élite terriera, gli Junker, a causa dell'assenza di istanze rivoluzionarie da parte dei contadini, e delle aree urbane. Tuttavia, le politiche interne di Bismarck giocarono un grande ruolo nel forgiare la cultura politica autoritaria del secondo Reich. Meno preoccupato dalla politica delle potenze continentali che seguirono l'unificazione del 1871, il governo semi-parlamentare tedesco portò avanti una rivoluzione politica ed economica dall'alto, relativamente tranquilla, che spinse la Germania lungo la via per diventare la principale potenza industriale dell'epoca.

### La morte di Bismarck e l'impero austro-ungarico
Dopo la morte di Guglielmo I nel marzo 1888, durante il cosiddetto Anno dei tre imperatori, Federico III, suo figlio e successore, regnò solo per novantanove giorni, lasciando la corona al giovane e impetuoso Guglielmo II, che costrinse Bismarck a lasciare l'incarico nel marzo 1890.
L'opposizione interna del Partito Socialdemocratico (SPD) crebbe fino a renderlo il maggiore partito socialista al mondo, prendendo un terzo dei voti nelle elezioni del gennaio 1912 per il Reichstag, il parlamento imperiale. Il governo, cionondimeno, rimase nelle mani di una coalizione conservatrice appoggiata dai liberali di destra e dal clero cattolico, e pesantemente dipendente dal favore del Kaiser.

### La prima guerra mondiale e la fine
Impero tedesco (1871–1918)
     Stati fantoccio (1917–1918)
     Territori occupati(1914–1918)

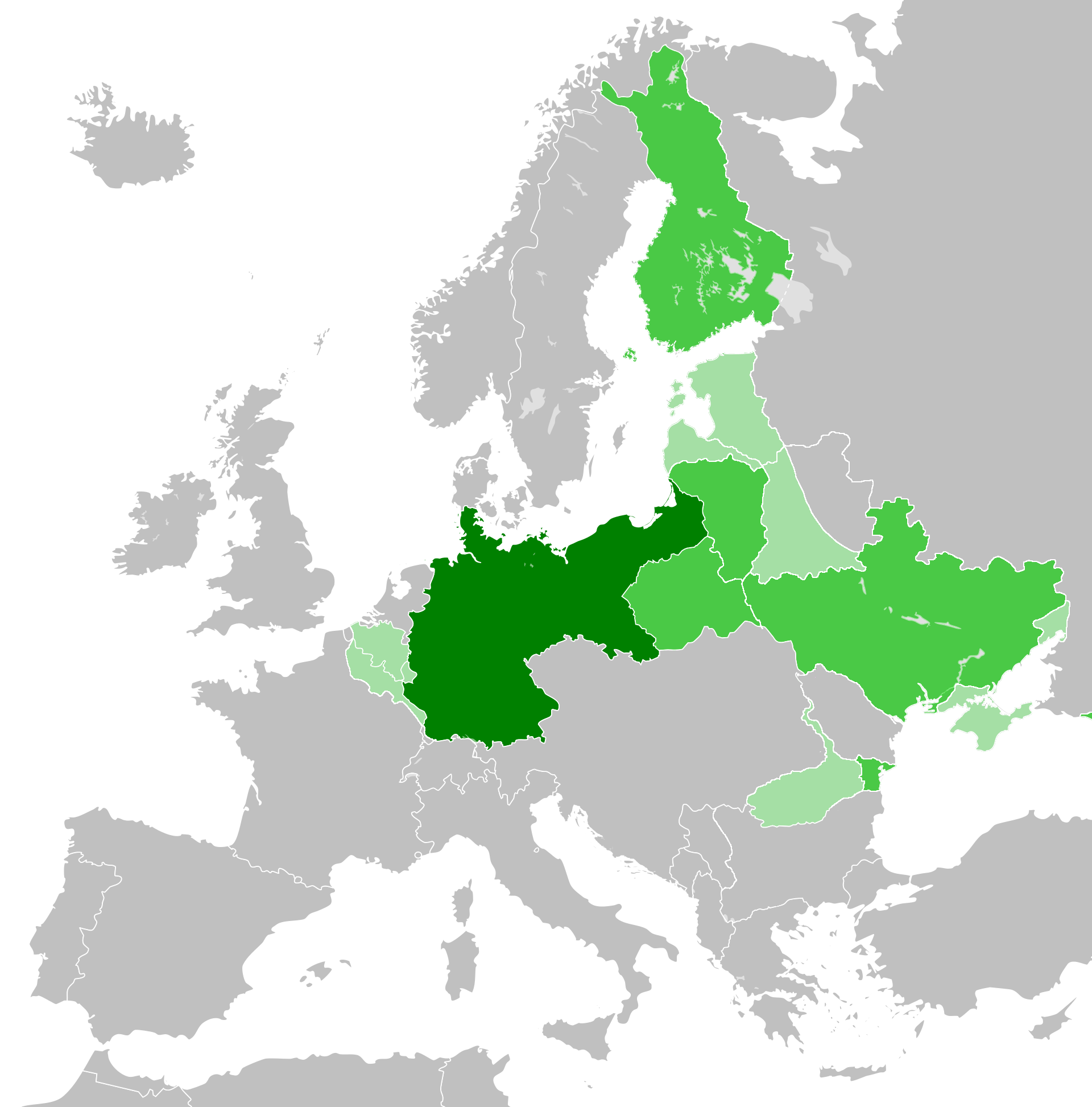
L'Impero tedesco durante la prima guerra mondiale, poco prima del suo collasso:
Impero tedesco (1871–1918)
Stati fantoccio (1917–1918)
Territori occupati(1914–1918)

L'equilibrio europeo si ruppe quando l'Austria-Ungheria, alleata della Germania fin dal 1879, dichiarò guerra alla Serbia (luglio 1914), dopo l'assassinio, avvenuto a Sarajevo, dell'erede al trono austriaco. La Germania sostenne gli obiettivi del suo leale alleato in Serbia e firmò un "assegno in bianco" perché li perseguisse con ogni mezzo ritenuto necessario. La Serbia era appoggiata dalla Russia, che era a sua volta alleata con la Francia. A seguito della decisione russa per la mobilitazione generale (ovvero, contro Austria-Ungheria e Germania), la Germania dichiarò guerra a Russia e Francia, in quello che fu definito un attacco preventivo.
Questo fu l'inizio della prima guerra mondiale. Nonostante i successi iniziali, la Germania e i suoi alleati soffrirono la sconfitta militare davanti a un nemico rafforzato nel 1917 dagli Stati Uniti. Il Kaiser Guglielmo II venne spinto in esilio (novembre 1918) da una rivoluzione guidata da elementi dell'SPD e da gruppi comunisti, che in seguito organizzarono il loro piano per ottenere il potere (gennaio 1919).
Nel giugno 1919 il trattato di Versailles pose fine formalmente alla guerra. Venne firmato nella Sala degli specchi del Palazzo di Versailles, lo stesso luogo dove il Secondo Reich era stato proclamato quasi mezzo secolo prima. La Germania perse territori a favore di Francia, Belgio, Danimarca, Lituania, della ripristinata nazione polacca, oltre a tutte le colonie, e fu condannata a pagare pesanti riparazioni di guerra per le sue presunte responsabilità nello scoppio del conflitto.

## Organizzazione

### Istituzioni
L'Impero era una confederazione di venticinque Stati sovrani e di un "Territorio dell'impero" (l'Alsazia-Lorena) sotto il governo del re di Prussia, il quale, in quanto presidente della confederazione, rivestiva il titolo di imperatore tedesco (Deutscher Kaiser) ed esercitava la rappresentanza estera del Reich. Il potere legislativo era esercitato dalla Dieta Imperiale (Reichstag) e dal Consiglio Federale (Bundesrat). La Dieta Imperiale era composta da 397 deputati, eletti a suffragio universale e diretto. Il secondo era composto di 58 plenipotenziari, nominati dai singoli sovrani in numero proporzionale all'importanza del proprio Stato federato; la Prussia, disponendo di diciassette voti in virtù della sua maggiore dimensione e popolazione, era arbitra in ogni questione. La Confederazione era retta dalla costituzione del 16 aprile 1871 che poneva la politica estera, finanziaria, economica, doganale, le grandi scelte di politica interna e l'esercito nelle mani del governo centrale.
Il governo era retto da un Cancelliere e da Segretari di Stato che non dipendevano dalla maggioranza parlamentare, bensì unicamente dal Kaiser, che aveva il potere di nominarli e di sospenderli e poteva prorogare o sciogliere il Parlamento.
Il potere legislativo era diviso fra il Reichstag, eletto a suffragio universale maschile ogni cinque anni, e il Consiglio Federale, il Bundesrat.
Il Reichstag discuteva le leggi, ma queste non diventavano esecutive se non erano approvate dal Bundesrat.

### I partiti politici
I partiti rispecchiavano le differenziazioni tra i gruppi e le classi sociali. La destra era costituita dal Partito Conservatore Tedesco (Deutschkonservative Partei) e dal Partito Conservatore Liberale (Freikonservative Partei), cui aderivano i grandi proprietari terrieri e gli aristocratici. I ceti borghesi dell'industria e del commercio costituivano la base del Partito Nazionale Liberale (Nationalliberale Partei), alla cui sinistra si collocava il Partito del Progresso Tedesco (Deutsche Fortschrittspartei).
Il Partito di Centro Tedesco (Deutsche Zentrumspartei, noto anche semplicemente come Zentrum, Centro), aveva una forte impronta cattolica e un carattere interclassista, e si oppose con decisione al Kulturkampf bismarckiano.
Una particolare importanza ebbe il costante rafforzamento del socialismo tedesco, il nemico che Bismarck non fu capace di spezzare. Il Partito Socialdemocratico di Germania era nato nel 1875, al congresso di Gotha, grazie all'unificazione tra l'Associazione Generale dei Lavoratori Tedeschi (Allgemeiner Deutscher Arbeiter-Verein), creata nel 1863 da Ferdinand Lassalle, e il Partito Operaio Socialdemocratico di Germania (Sozialdemokratische Arbeiterpartei Deutschlands), di orientamento marxista, fondato nel 1869 da Wilhelm Liebknecht e August Bebel. Il nuovo partito sopravvisse all'ondata repressiva durata dal 1878 al 1890, rafforzandosi costantemente insieme al movimento sindacale, fino a diventare alla fine del secolo la forza guida della Seconda Internazionale.

### Il sistema giuridico

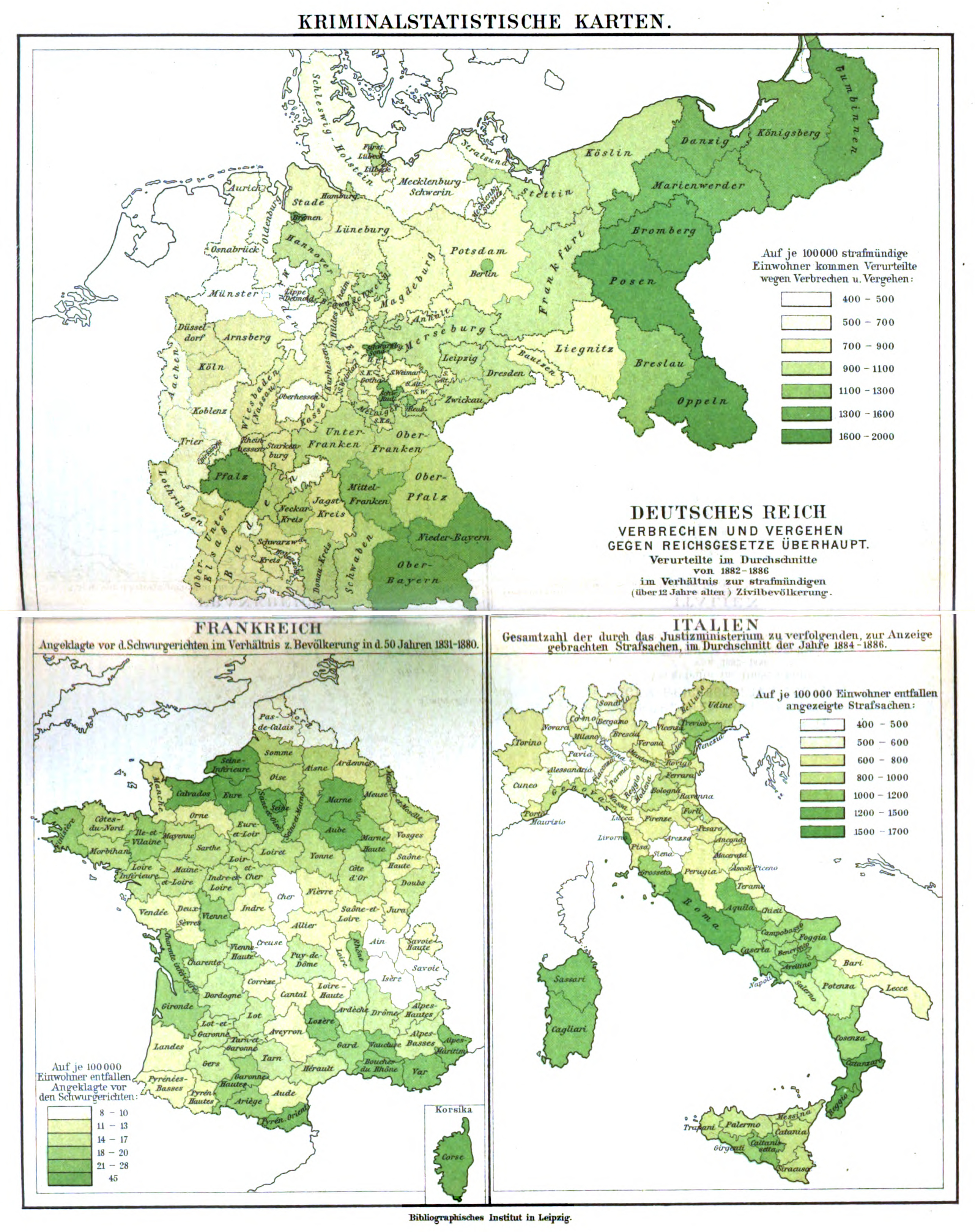
Crimineː condannati in proporzione alla popolazione nell'Impero tedesco (e, come confronto, anche in Francia e Italia), 1882–1886.

Le leggi e i sistemi giudiziari dei vari stati erano molto diversi e posero enormi complicazioni, specialmente per il commercio interno. A parte un codice commerciale comune, già introdotto dalla Confederazione nel 1861 (venne adattato per l'Impero e, con grandi modifiche, è ancora in vigore), c'erano poche similitudini tra le leggi.
Nel 1871, venne introdotto un Codice Penale comune (Reichsstrafgesetzbuch); nel 1877, vennero stabilite delle procedure processuali comuni tramite il Gerichtsverfassungsgesetz, il Zivilprozessordnung e il Strafprozessordnung (sistema giudiziario, procedure civili e procedure penali). Nel 1873 la costituzione venne emendata per permettere all'Impero di sostituire i numerosi e ampiamente diversi Codici Civili degli stati (ad esempio, parti della Germania precedentemente occupate dalla Francia Napoleonica avevano adottato il Codice Civile francese, mentre in Prussia l'Allgemeines Preußisches Landrecht del 1794 era ancora in vigore). Nel 1881, s'istituì una prima commissione per produrre un Codice Civile comune a tutto l'Impero. Seguì un intenso lavoro, che avrebbe prodotto il Bürgerliches Gesetzbuch (BGB), probabilmente uno dei più impressionanti lavori legali del mondo. Il BGB entrò in vigore il 1º gennaio 1900. Queste codificazioni, anche se con molti emendamenti, sono in vigore ancora oggi.

### L'economia
Nel periodo compreso fra il 1871 e gli inizi del XX secolo la Germania rivelò un così possente dinamismo capitalistico tale da eclissare quello della Gran Bretagna e della Francia.
L'industria tedesca, dopo un periodo d'intenso sviluppo fra il 1871 ed il 1873, nel giro di pochi anni superò la crisi mondiale del 1873 iniziando una fase di espansione che andò intensificandosi sempre di più a partire dagli anni ottanta.
Anche l'agricoltura tedesca non decadde in conseguenza dell'industrializzazione, ma si modernizzò notevolmente. Lo sviluppo economico andò di pari passo con un forte incremento demografico.
I produttori tedeschi non si limitarono a sottrarre il mercato interno alle esportazioni britanniche, ma negli anni '70 del XIX secolo, iniziarono a far concorrenza alla Gran Bretagna sui mercati mondiali. L'industrializzazione progredì velocemente in Germania e negli Stati Uniti, permettendo a questi due paesi di prevalere sui "vecchi" capitalismi francese e britannico. L'industria tessile e metallurgica tedesca, ad esempio, aveva sorpassato i concorrenti britannici per organizzazione ed efficienza tecnica già all'inizio della Guerra Franco-Prussiana, ed espulso i prodotti britannici dal mercato tedesco. Entro la fine del secolo, le industrie metallurgiche e dell'ingegneria tedesche avrebbero lavorato molto per il mercato di scambi della Gran Bretagna.
Le basi per le crescenti tensioni fra la Germania da un lato e Gran Bretagna e Francia, quest'ultima desiderosa di riparare alla sconfitta del 1870, dall'altro, erano poste chiaramente.

## La politica

### L'ideologia
Dopo aver ottenuto l'unificazione formale nel 1871, Bismarck dedicò molta della sua attenzione alla causa dell'unità nazionale e la conseguì attraverso l'ideologia del Prussianesimo. Il conservatorismo cattolico, concettualizzato dalla svolta del Vaticano di Papa Pio IX e del suo dogma dell'Infallibilità papale e il radicalismo della classe operaia, rappresentato dall'emergente Partito Socialdemocratico, furono sotto molti versi la reazione alle insicurezze di molti segmenti della società tedesca, che stava vivendo un rapido cambiamento da un'economia basata sull'agricoltura a un moderno capitalismo industriale. Mentre la pura e semplice repressione non riuscì a contenere socialisti e cattolici, l'approccio "del bastone e della carota" di Bismarck ammorbidì significativamente le opposizioni di entrambi i gruppi.
Si possono riassumere gli obiettivi di Bismarck sotto tre parole chiave: Kulturkampf, riforma sociale e unità nazionale.
Kulturkampf: a seguito dell'incorporazione degli stati cattolici del sud, il cattolicesimo, rappresentato dal partito cattolico di centro, sembrava la minaccia principale al nazionalismo militar-aristocratico prussiano. I cattolici del sud, provenienti da una più forte base agraria e suddivisi sotto le gerarchie di contadini, artigiani, clero e aristocrazia principesca dei piccoli stati, più spesso delle loro controparti protestanti del nord, ebbero dei problemi iniziali a competere con l'efficienza industriale e l'apertura ai commerci con l'estero degli Zollverein.

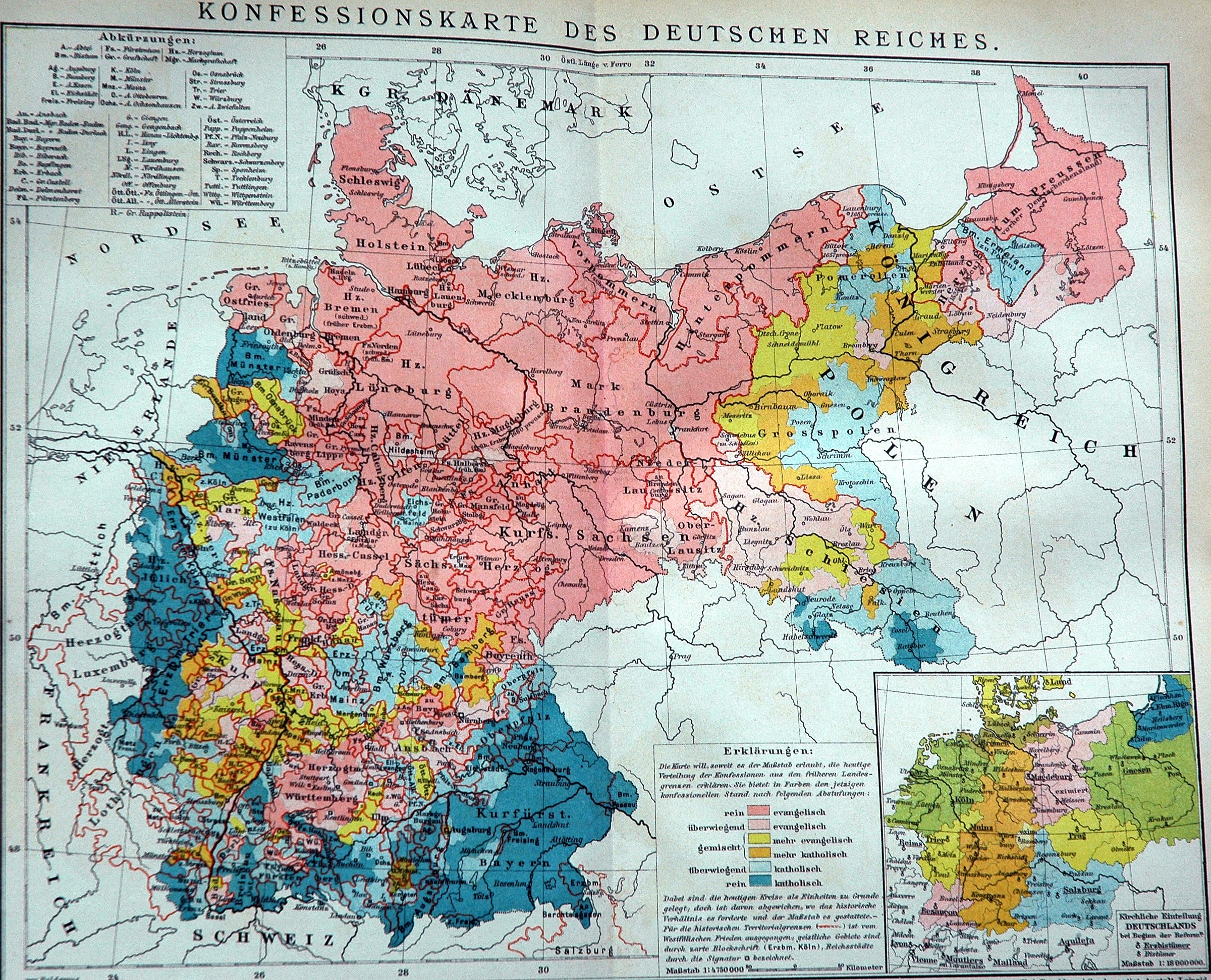
La distribuzione delle confessioni religiose nell'Impero tedesco:
i cattolici (tonalità di blu) e i riformati (tonalità rosa).

Dopo il 1878 la lotta contro il socialismo avrebbe unito Bismarck con il partito cattolico di centro, portando una fine al Kulturkampf, che aveva lasciato nei cattolici un'irrequietezza maggiore di quanta non ne fosse esistita prima, e rafforzò il cattolicesimo in Germania piuttosto che indebolirlo.
Riforma sociale: la creazione, da parte di Bismarck, di uno stato sociale particolarmente avanzato diede alla classe operaia un motivo per adottare il nazionalismo tedesco. Il sistema di previdenza sociale (sanità nel 1883, assicurazione sugli infortuni nel 1884, pensione di invalidità e di anzianità nel 1889) instaurato a quell'epoca era il più avanzato del mondo e, in parte, esiste ancora nella Germania odierna.
Unificazione: gli sforzi di Bismarck iniziarono anche a livellare le enormi differenze tra gli stati tedeschi, che avevano avuto per secoli uno sviluppo indipendente, specialmente grazie alla legislazione.

### Il militarismo

Bandiera di guerra dell'Impero tedesco in uso dal 1903 al 1918

Uno dei sotto-prodotti della modernizzazione conservatrice fu il militarismo. Per unire le classi più alte – sia l'aristocrazia militare sia gli industriali – il militarismo si rivelò necessario per proseguire la modernizzazione senza cambiare le strutture sociopolitiche. Ognuna delle élite della coalizione governante del Secondo Reich trovò dei vantaggi nell'espansione oltremare: i gruppi industriali volevano il supporto imperiale per assicurare gli investimenti oltremare contro la competizione e le tensioni politiche interne; i burocrati volevano più possibilità d'impiego, gli ufficiali volevano promozioni e la nobiltà terriera voleva titoli. In un quadro sociale caratterizzato dalla crescita del sindacalismo, del socialismo e di altri movimenti di protesta durante l'era della società di massa, i gruppi dirigenti del secondo impero furono in grado di utilizzare l'imperialismo nazionalista per cooptare il supporto della classe operaia.
Cavalcando i sentimenti dell'età Romantica di fine del XIX secolo, l'imperialismo inculcò nelle masse l'ammirazione per le virtù neo-aristocratiche e aiutò a instillare degli ampi sentimenti nazionalistici. Quindi, la Prussia – erede dello "Stato guarnigione" costruito da figure come Federico Guglielmo I e Federico il Grande nel XVIII secolo – riuscì a creare una macchina da guerra potente, non solo in grado di sfidare i rivali continentali come Austria e Francia, ma anche di rendere conosciuta la sua presidenza nell'arena della politica internazionale. E la Prussia, ovviamente, contrariamente alle potenze occidentali aveva avuto in passato poco potere al di fuori dell'Europa, essendo completamente priva di una storia coloniale.
Gli imperialisti tedeschi ad esempio, sostenevano che la posizione di potenza mondiale dava ai britannici dei vantaggi ingiusti sui mercati internazionali, limitando così la crescita economica tedesca e minacciando la sua sicurezza. Molti statisti e industriali europei volevano accelerare l'occupazione dell'Africa, garantendosi le colonie prima ancora che divenissero strettamente necessarie. Il loro ragionamento era che i mercati potevano ben presto divenire sovrabbondanti e la sopravvivenza economica di una nazione dipendeva dall'essere in grado di scaricare il surplus di produzione da altre parti. In risposta, gli imperialisti britannici come Joseph Chamberlain conclusero che l'imperialismo formale era necessario al Regno Unito a causa del relativo declino della sua quota di esportazioni mondiali e della crescita della competizione economica da parte di tedeschi, americani e francesi.

100 marchi del 1910 (fronte)

100 marchi del 1910 (retro)

Le tendenze economiche giocarono certamente un ruolo principale, spiegando perché gli statisti, da Jules Ferry a Francesco Crispi cercavano nuovi ruoli per le potenze emergenti da essi guidate, specialmente durante la Grande Depressione del 1873, ma gli spostamenti nell'equilibrio di potere europeo sono ciò che in ultima analisi facilitò l'espansionismo oltremare. Con l'ordine reazionario continentale, stabilito dal Congresso di Vienna, in frantumi, il fascino dell'imperialismo era un'opzione non solo per le tradizionali potenze di Francia e Regno Unito. I nuovi stati nazionali di Germania e Italia non erano più coinvolti in preoccupazioni continentali e dispute interne come prima della Guerra Franco-Prussiana.
Così, Bismarck, un tempo apertamente disinteressato all'avventurismo d'oltremare, venne portato a realizzare il valore delle colonie per assicurarsi (nelle sue parole), "nuovi mercati per l'industria tedesca, l'espansione dei commerci, e nuovi campi per l'attività, la civiltà e il capitale tedesco". Le potenze centrali assolutiste, guidate da una recentemente unificata e dinamicamente industrializzata Germania, con la sua marina in espansione, che raddoppiò le sue dimensioni tra la Guerra Franco-Prussiana e la Grande Guerra, furono minacce strategiche ai mercati e alla sicurezza delle più consolidate potenze alleate e della Russia. Gli sforzi coloniali tedeschi a partire dal 1884 portarono solo a un piccolo impero d'oltremare, comparato a quelli di Francia e Regno Unito. Le successive iniziative di politica estera (soprattutto la grossa battaglia di flotte, sotto le leggi navali del 1898 e 1900) spinsero il Regno Unito all'allineamento diplomatico (l'Entente) con l'alleanza Franco-Russa, ancora appena avviata, al tempo della caduta di Bismarck.

## Demografia

### Dati sulla popolazione
A partire dal 1871, vennero effettuati censimenti nell'Impero tedesco appena costituito, continuando ogni cinque anni dal 1875 al 1910. Il primo censimento su larga scala nell'impero tedesco ebbe luogo nel 1895.
L'ultimo censimento prebellico si tenne il 1º dicembre 1910, il censimento del 1915 fu cancellato, ma il 5 dicembre 1916 e 1917 si tennero due censimenti di guerra per organizzare la condivisione del cibo.
| Data             | Superficie nazionale in km² | Popolazione | Abitanti per km² |
| ---------------- | --------------------------- | ----------- | ---------------- |
| 1º dicembre 1871 | 541.561                     | 41.058.792  | 76               |
| 1º dicembre 1875 | 539.829                     | 42.727.360  | 79               |
| 1º dicembre 1880 | 540.522                     | 45.234.061  | 84               |
| 1º dicembre 1885 | 540.597                     | 46.855.704  | 87               |
| 1º dicembre 1890 | 540.504                     | 49.428.470  | 91               |
| 2 dicembre 1895  | 540.658                     | 52.279.901  | 97               |
| 1º dicembre 1900 | 540.743                     | 56.367.178  | 104              |
| 1º dicembre 1905 | 540.778                     | 60.641.489  | 112              |
| 1º dicembre 1910 | 540.858                     | 64.925.993  | 120              |
| 1º dicembre 1916 | 540.858                     | 62.272.185  | 115              |
| 5 dicembre 1917  | 540.858                     | 62.615.275  | 116              |

### Lingue parlate
In base al censimento del 1900, su una popolazione totale di 56.367.178 abitanti vi erano 51.883.131 cittadini che parlavano la lingua tedesca come lingua madre o unica lingua, oltre a 252.918 bilingui tedeschi. La più grande minoranza era costituita dai polacchi, con una comunità di 3.086.489 persone (senza includere i 142.049 masuriani e 100.213 casciubi), ovvero il 5,4% della popolazione totale (il 6% contando anche masuriani e casciubi). Il polacco e le altre lingue slave occidentali (6,28% in totale) erano parlate prevalentemente nei territori orientali. Una minoranza della popolazione dell'Impero (0,4%) parlava francese, la maggioranza dei quali nel territorio imperiale dell'Alsazia-Lorena, dove i francofoni costituivano l'11,6% della popolazione totale. Il censimento evidenziò anche i distretti in cui le minoranze superavano il 5% della popolazione locale, inclusi molti distretti in cui i tedescofoni erano una minoranza.
| Lingua                         | Numero     | Percentuale |
| ------------------------------ | ---------- | ----------- |
| Tedesco                        | 51.883.131 | 92,05       |
| Tedesco e una lingua straniera | 252.918    | 0,45        |
| Polacco                        | 3.086.489  | 5,48        |
| Francese                       | 211.679    | 0,38        |
| Dialetto masuriano             | 142.049    | 0,25        |
| Danese                         | 141.061    | 0,25        |
| Lituano                        | 106.305    | 0,19        |
| Casciubo                       | 100.213    | 0,18        |
| Sorabo                         | 93.032     | 0,16        |
| Olandese                       | 80.361     | 0,14        |
| Italiano                       | 65.930     | 0,12        |
| Moravo (ceco)                  | 64.382     | 0,11        |
| Ceco                           | 43.016     | 0,08        |
| Frisone                        | 20,677     | 0.04        |
| Inglese                        | 20.217     | 0,04        |
| Russo                          | 9.617      | 0,02        |
| Svedese                        | 8.998      | 0,02        |
| Ungherese                      | 8.158      | 0,01        |
| Spagnolo                       | 2.059      | 0,00        |
| Portoghese                     | 479        | 0,00        |
| Altre lingue straniere         | 14.535     | 0,03        |
| Cittadini imperiali            | 56.367.187 | 100         |

## Analisi
Il governo di Bismarck - basato sulla cooptazione e coercizione reazionaria e sulla perpetuazione delle "virtù Junker" di militarismo, gerarchia e autocrazia – può essere meglio compreso considerando che la Germania era stata unificata da poco e, sotto certi aspetti, tenuta insieme da legami ancora assai tenui, che il potente vicino francese aveva per secoli perseguito la politica di mantenere gli stati tedeschi deboli e divisi e che il paese era stato più volte un campo di battaglia delle maggiori potenze europee, con le conseguenti devastazioni. Le prime memorie dei politici appartenenti alla generazione di Bismarck risalivano alle guerre napoleoniche e alle umiliazioni nazionali inflitte alla Prussia. Non solo l'interesse "di classe", ma pure la necessità di non mostrare debolezza all'estero rese indesiderabile per questi uomini l'adozione di maniere di governo più liberali.

Il grande stemma di Sua Maestà Imperiale e Reale il Kaiser tedesco (1871-1918)

Come risultato, in Germania, come in Giappone e in Italia, i successivi tentativi di estendere la democrazia avrebbero portato alla creazione di democrazie instabili (la Repubblica di Weimar, il Giappone degli anni venti e l'Italia tra la fine della Grande Guerra e la nomina di Benito Mussolini a capo del Governo nel 1922). Ognuna di queste democrazie costituzionali non riuscì a far fronte ai gravi problemi quotidiani e alla riluttanza o incapacità di avviare delle riforme strutturali fondamentali.
Nonostante gli avanzamenti in campo scientifico e industriale avvenuti sotto il Secondo Reich, la Germania mantenne quindi un aspetto dispotico, a causa delle sue inclinazioni militariste, avendo ottenuto l'unificazione "con sangue e ferro". I valori del repressivo "Stato guarnigione" prussiano, che vedono le proprie radici nel sistema repressivo dell'agricoltura prussiana risalente ai tempi della sconfitta dei Cavalieri teutonici, sarebbero stati portati a un nuovo estremo dal Terzo Reich.
Il prussianesimo fece presa perché la prosperità soddisfaceva la base del ceto medio liberale. La sollecitudine dello Stato di assicurare il benessere materiale a tutti conquistò un ampio supporto, anche da parte della classe operaia. L'educazione tedesca emerse forte nei campi vocazionali, così come nella propaganda. Da parte dell'aristocrazia terriera arrivarono i concetti dell'inerente superiorità della classe governante e la sensibilità alle questioni dello status, tratti prominenti che si protrassero ben dentro al XX secolo. Nutrite da nuove fonti, queste concezioni sarebbero state in seguito volgarizzate e rese attraenti all'intera popolazione tedesca con le dottrine della superiorità razziale. Nonostante la notevole resistenza aristocratica, la burocrazia imperiale introdusse l'ideale della completa obbedienza alle istituzioni sopra le classi e l'individuo.
Alla base di queste correnti ci fu un secolo di evoluzione economica, politica e culturale, che iniziò con un'agricoltura dominata per secoli dai metodi repressivi piuttosto che dal mercato. I contadini tedeschi erano non solo sotto lo sguardo repressivo dei proprietari terrieri, ma ancorati a villaggi e strutture di lavoro che favorivano la solidarietà, diminuendo il loro potenziale rivoluzionario. Quindi, nel reame della propaganda, i Junker stabilirono la, generalmente riuscita, lega agraria del 1894, stendendo il fondamento della dottrina nazista. La lega cercò il supporto dei contadini nelle aree non-Junker o nelle piccole fattorie, inculcando l'adorazione del Führer, l'idea dello Stato corporativo, il militarismo e l'antisemitismo. Avrebbe anche fatto la distinzione tra il capitale "predatorio" e quello "produttivo" usata poi dai nazisti, che era uno strumento usato per appellarsi ai sentimenti anti-capitalisti che aleggiavano tra i contadini.
D'altro canto l'Impero garantì la libertà di stampa, la proprietà privata e riuscì a costruire un avanzato sistema di sicurezza sociale basato sulle assicurazioni obbligatorie, il cui nucleo è sopravvissuto agli sconvolgimenti di due guerre mondiali e al nazismo e ancora sopravvive. L'Impero aveva un moderno sistema elettorale per il parlamento federale, il Reichstag, in cui ogni maschio adulto aveva diritto di voto. Questo consentì ai socialisti e ai cattolici centristi di giocare un ruolo importante nella politica nazionale, sebbene entrambi i gruppi politici fossero ufficialmente visti, più o meno, come "nemici dell'Impero".
Quello dell'Impero è stato anche un periodo di enorme sviluppo per la vita culturale tedesca. Questo è vero sia per la ricerca e le università, quanto per le arti e la letteratura. Thomas Mann pubblicò I Buddenbrook nel 1901. Theodor Mommsen vinse il Premio Nobel per la letteratura un anno prima, grazie alla sua monumentale Storia di Roma. Pittori come quelli raccolti nei gruppi Der Blaue Reiter e Die Brücke diedero un contributo significativo all'arte moderna. L'edificio turbine dell'AEG a Berlino di Peter Behrens (1909) è una pietra miliare dell'architettura moderna ed un esempio del funzionalismo emergente.
La questione del Sonderweg ossia se la natura della società e della politica dell'Impero abbia reso inevitabile il Nazismo è tuttora dibattuta. Alcuni storici, come Fritz Fischer, Hans-Ulrich Wehler e Wolfgang Mommsen hanno sostenuto che, durante il Secondo Reich, un'élite aristocratica, reazionaria e "pre-moderna" penetrò in profondità nella società tedesca e, quindi, la Repubblica di Weimar era condannata al fallimento fin dall'inizio. Per altri studiosi, come Gerhard Ritter, solo la Prima Guerra Mondiale e il periodo ad essa successivo aprirono le porte al Nazismo.
L'unificazione della Germania da parte di Bismarck ebbe anche un impatto significativo sull'Asia orientale. L'unificazione tedesca era considerata un modello per la riuscita modernizzazione del Giappone e per la meno riuscita modernizzazione della Cina agli inizi del XX secolo. Il codice civile tedesco divenne la base del sistema legale giapponese e della Repubblica Cinese e dopo il ritiro di quest'ultima a Taiwan rimane ancora la base del sistema legale lì vigente.

## Stati costituenti
- Regni (Königreiche)

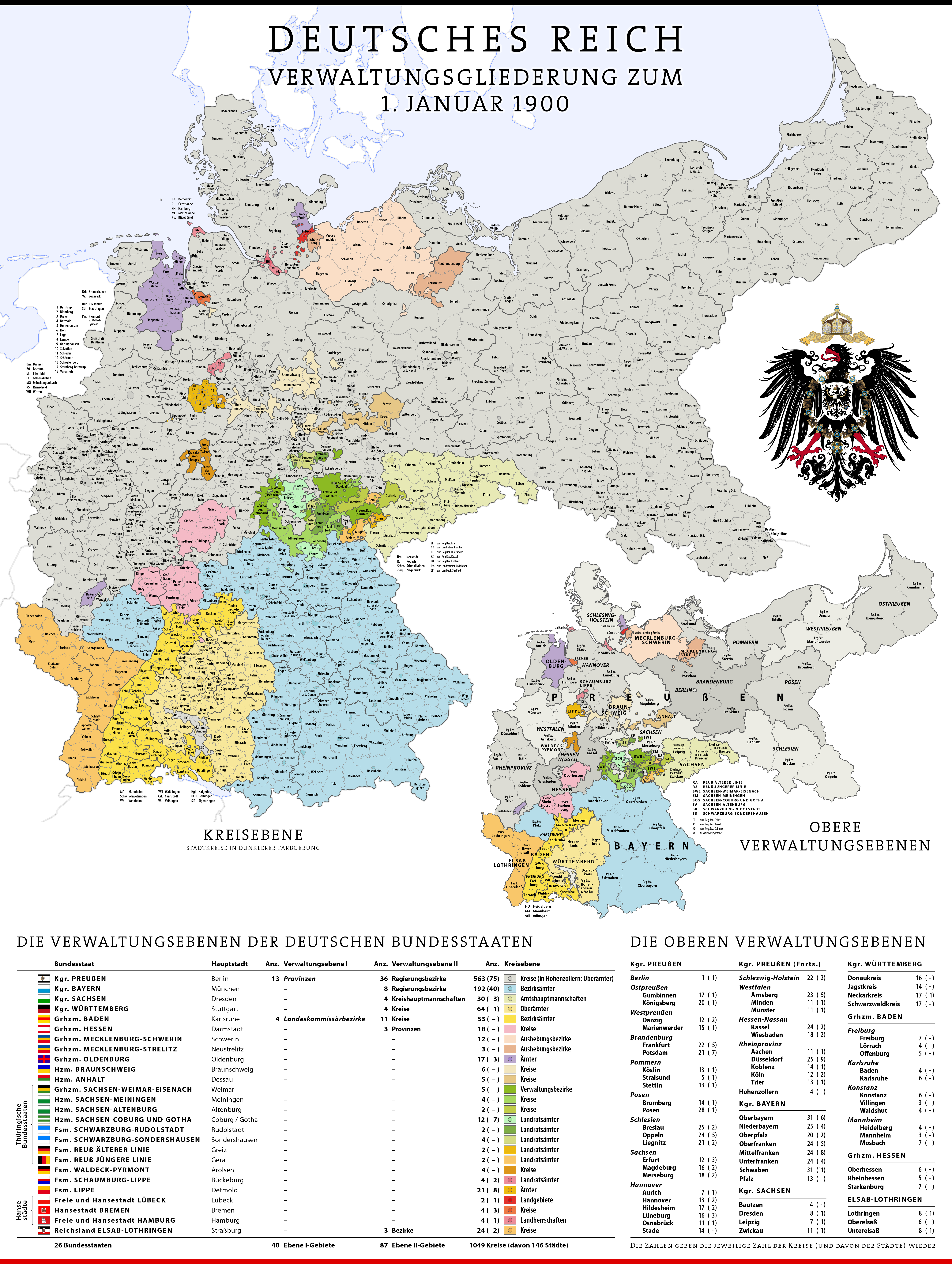

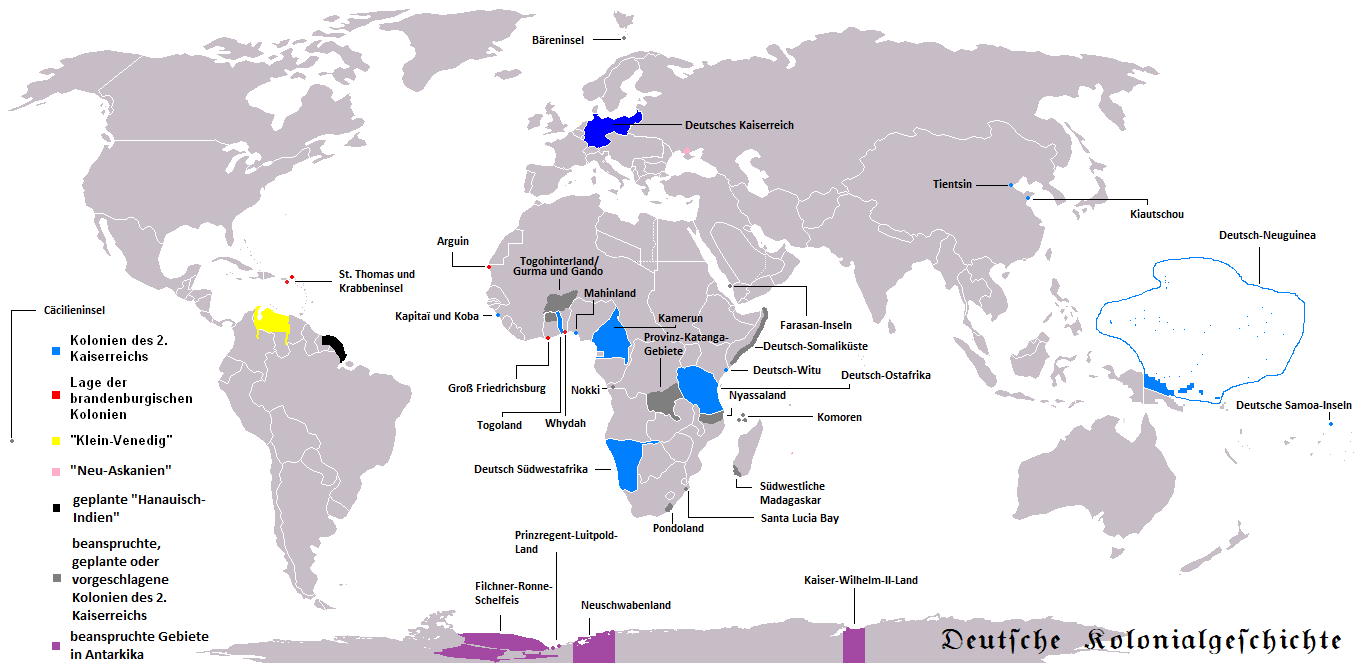
Colonialismo tedesco: in giallo il Venezuela (Klein-Venedig), dove si era svolto un tentativo di colonizzazione nel XVI secolo; in rosso alcuni stabilimenti coloniali tentati da vari Stati tedeschi (soprattutto il Brandeburgo) nel XVII secolo; in azzurro le colonie dell'Impero germanico alla vigilia della prima guerra mondiale.

  - Baviera (Bayern) - Capitale Monaco di Baviera
  - Prussia (Preußen) - Capitale Berlino
  - Sassonia (Sachsen) - Capitale Dresda
  - Württemberg - Capitale Stoccarda
- Granducati (Großherzogtümer)
  - Baden - Capitale Karlsruhe
  - Assia (Hessen informalmente Hessen-Darmstadt) - Capitale Darmstadt
  - Meclemburgo-Schwerin - Capitale Schwerin
  - Meclemburgo-Strelitz - Capitale Strelitz
  - Oldenburg - Capitale Oldenburg
  - Sassonia-Weimar-Eisenach (Sachsen-Weimar-Eisenach) - Capitale Weimar
- Ducati (Herzogtümer)
  - Anhalt - Capitale Dessau
  - Brunswick (Braunschweig) - Capitale Wolfenbüttel o Braunschweig
  - Sassonia-Altenburg (Sachsen-Altenburg) - Capitale Altenburg
  - Sassonia-Coburgo-Gotha (Sachsen-Coburg und Gotha) - Capitale Coburgo
  - Sassonia-Meiningen (Sachsen-Meiningen) - Capitale Meiningen
- Principati (Fürstentümer)
  - Lippe - Capitale Detmold
  - Reuss-Gera (Reuß jüngere Linie) - Capitale Gera
  - Reuss-Greiz (Reuß ältere Linie) - Capitale Greiz
  - Schaumburg-Lippe - Capitale Bückeburg
  - Schwarzburg-Rudolstadt - Capitale Rudolstadt
  - Schwarzburg-Sondershausen - Capitale Sondershausen
  - Waldeck-Pyrmont - Capitale Arolsen
- Città Libere Anseatiche (Freie Hansestädte)
  - Brema
  - Amburgo
  - Lubecca
- Altri:
  - Territorio imperiale dell'Alsazia-Lorena (Reichsland Elsaß-Lothringen)
- Colonie (Kolonialbesitzungen)
  - Camerun tedesco (Kolonie von Kamerun) 790.000 km²
  - Togoland 90.276 km²
  - Africa Tedesca del Sud-Ovest (Südwest Afrika)
  - Africa Orientale Tedesca (Deutsch Ostafrika) 994.141 km²
  - Witu (Deutsch Wituland) (dal 1885 al 1890)
  - Nuova Guinea tedesca (Deutsch Neu Guinea) 251.420 km² con Terra del Kaiser Guglielmo, isole Salomone, arcipelago di Bismarck, Bougainville, Nauru, Marianne, Caroline, Samoa occidentali
  - Levante tedesco: Tsingtao, Kiao-Ciao, concessioni di Tientsin, Hangkow, Yeh, Kaomi, Chow tsun
  - Concessione della ferrovia Berlino-Baghdad
  - Terre antartiche: Terra Guglielmo II e Luitpoldo, Nuova Svevia (600.000 km²); rivendicazione formale

## Cancellieri dell'Impero (Reichskanzler)
- principe Otto von Bismarck 1871-1890
- conte Georg Leo von Caprivi 1890-1894
- principe Chlodwig zu Hohenlohe-Schillingsfürst 1894-1900
- principe Bernhard von Bülow 1900-1909
- conte Theobald von Bethmann-Hollweg 1909-1917
- conte Georg Michaelis 1917
- conte Georg von Hertling 1917-1918
- principe Massimiliano di Baden 3-9 novembre 1918

### Fonti primarie
- Bernhard von Bülow, La Germania imperiale, Studio Tesi, 1994, ISBN 9788876924248.
- Massimo L. Salvadori, Storia dell'età contemporanea. Torino, Loescher, 1990. ISBN 88-201-2434-3.
- Nicola Taccone Gallucci, L'impero germanico e l'avvenire d'Europa, Tip. editrice degli Accattoncelli, 1872.
- Pasquale Villani, L'età contemporanea. Bologna, Il Mulino, 1998. ISBN 88-15-06338-2.

### Approfondimento
- Alberto Caracciolo, Alle origini della storia contemporanea, 1700-1870, Bologna, Il mulino, 1989. ISBN 88-15-02097-7.